# Oscarsgalan 1992
Oscarsgalan 1992 var den 64:e upplagan av Academy Awards som belönade insatser inom film från 1991 och sändes från Dorothy Chandler Pavilion i Los Angeles den 30 mars 1992. Årets värd var Billy Crystal för tredje gången i rad.
När lammen tystnar blev den första skräckfilmen att vinna Oscar för Bästa film och den tredje filmen i Oscars historia att vinna de fem stora priserna för Bästa film, Bästa regi, Bästa manus, Bästa manliga huvudroll och Bästa kvinnliga huvudroll. De två andra filmerna som har vunnit dessa fem stora priser var Det hände en natt (1934) och Gökboet (1975). Skönheten och odjuret blev den allra första animerade långfilmen att bli nominerad för Bästa film. John Singleton blev den yngsta regissören och den allra första afroamerikanen i Oscars historia att bli nominerad för Bästa regi.

## Vinnare och nominerade
Vinnarna listas i fetstil.
| Bästa film | Bästa regi |
| --- | --- |

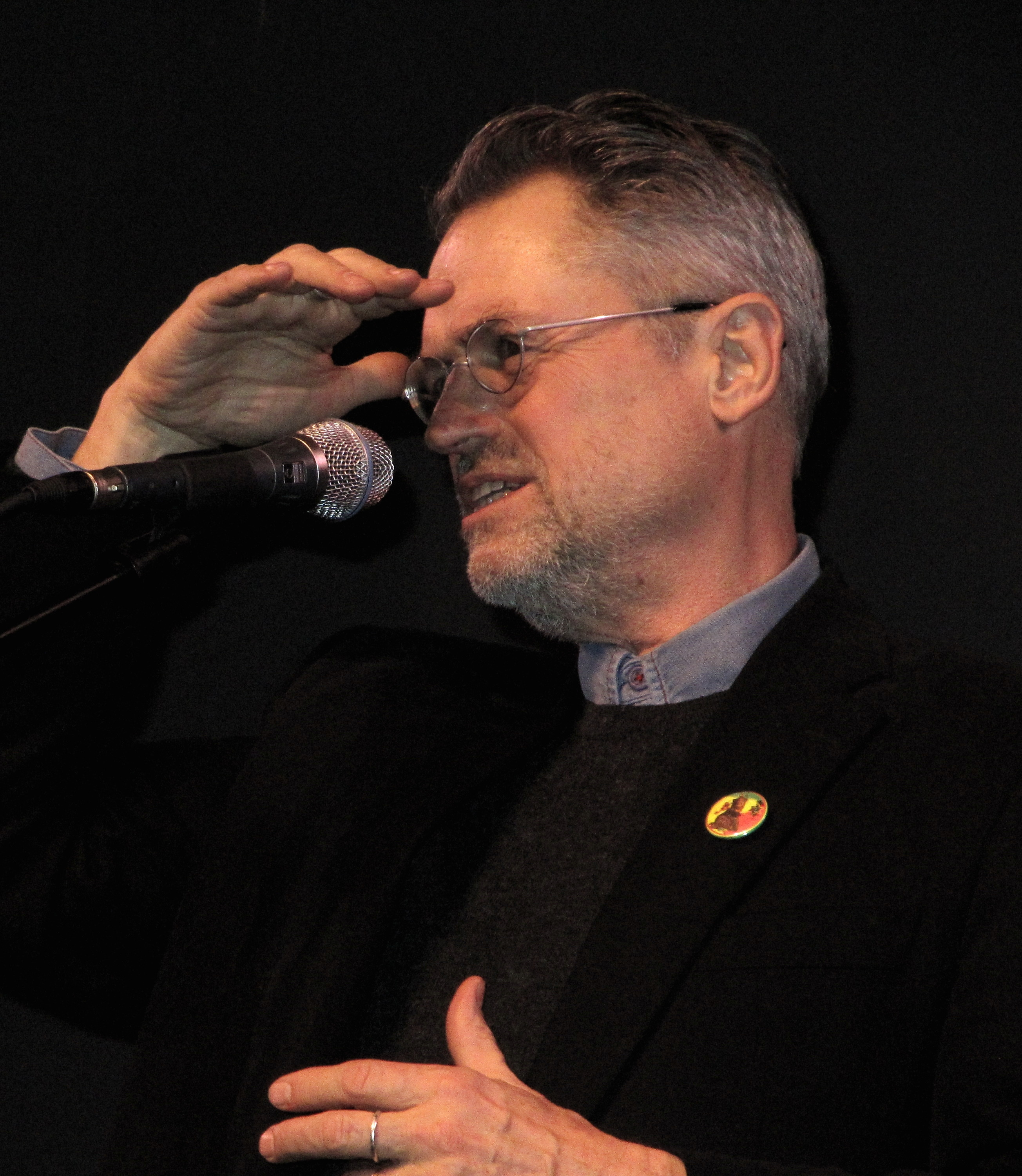
Jonathan Demme
Bästa regi

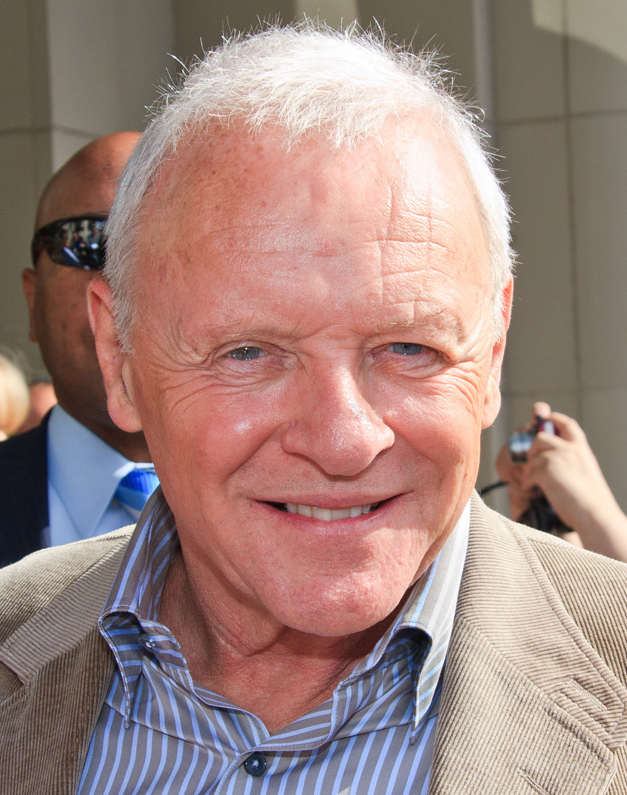
Anthony Hopkins
Bästa manliga huvudroll

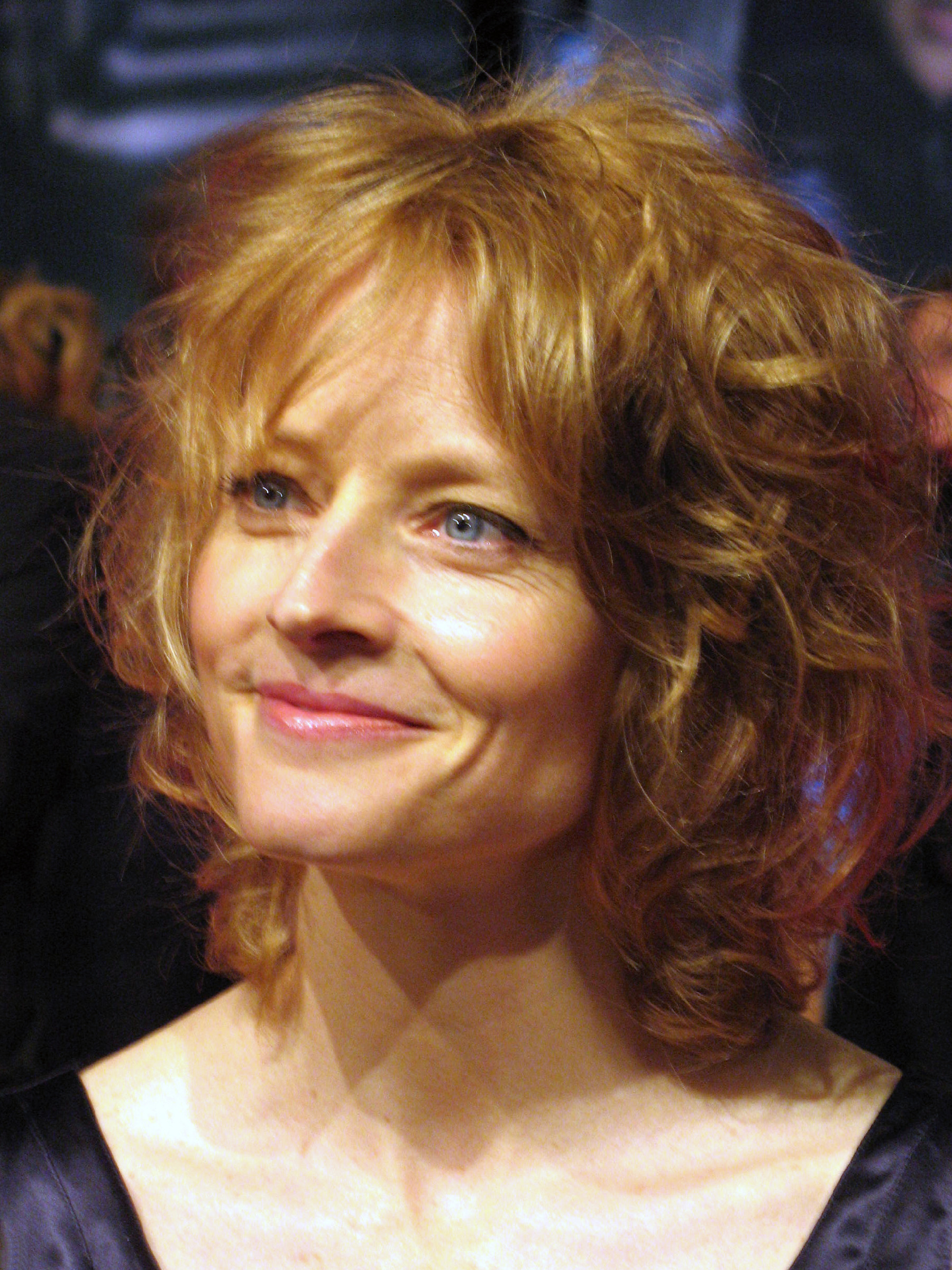
Jodie Foster
Bästa kvinnliga huvudroll

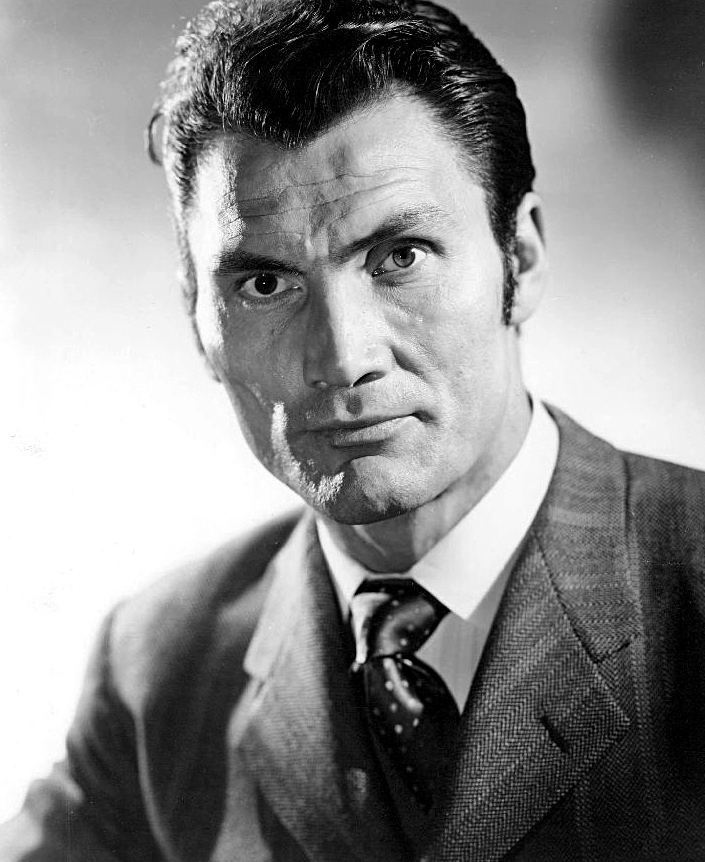
Jack Palance
Bästa manliga biroll

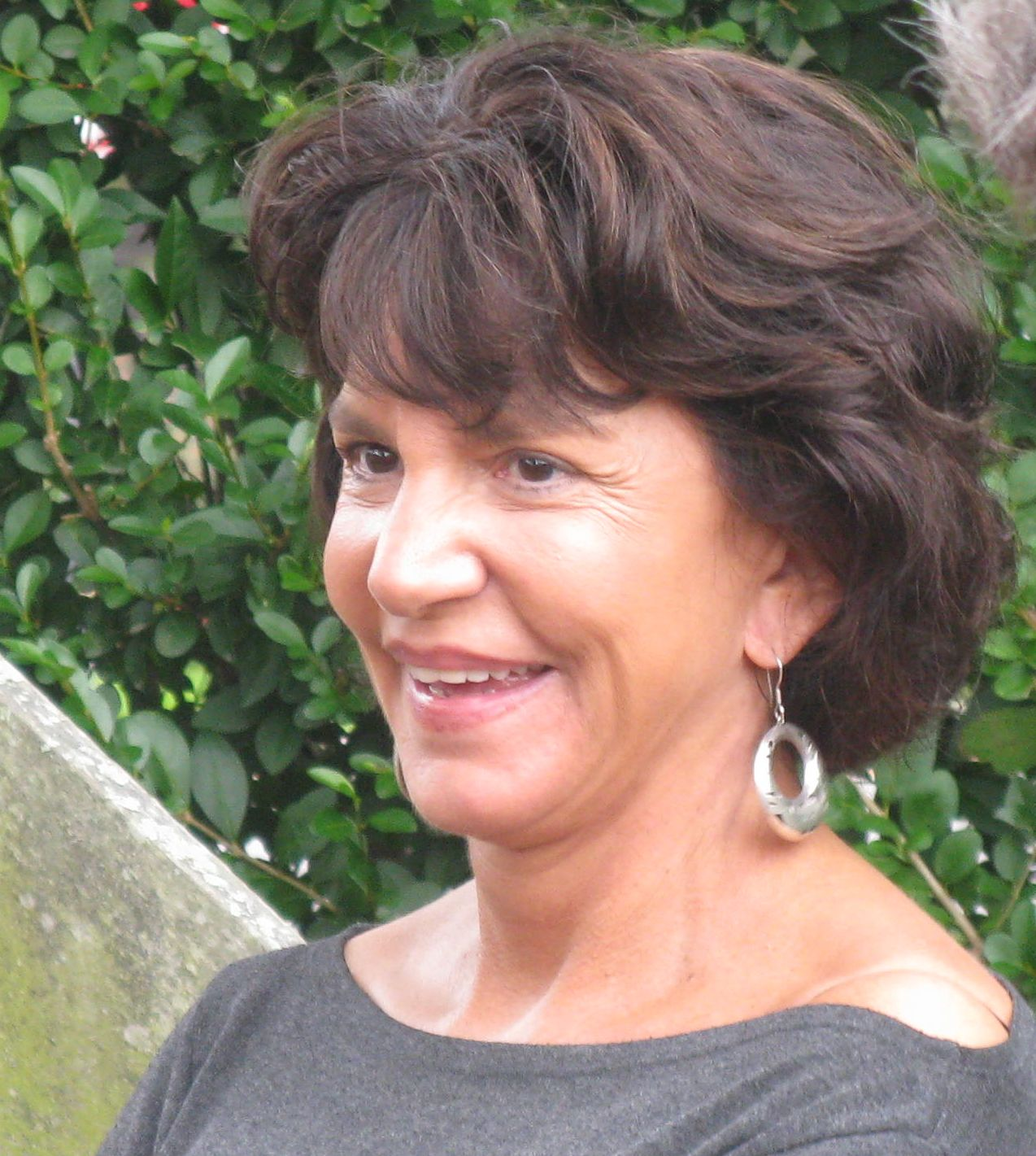
Mercedes Ruehl
Bästa kvinnliga biroll

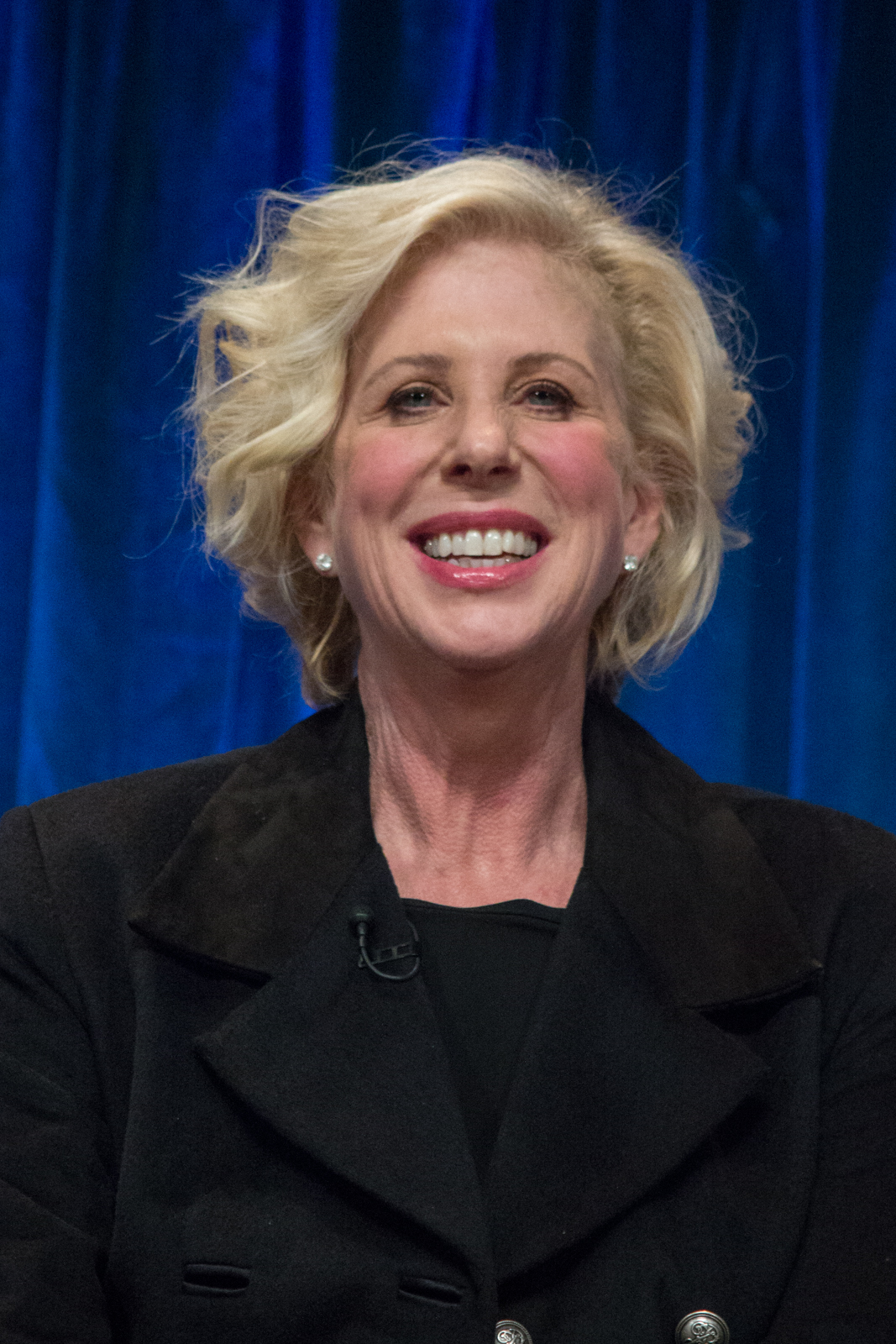
Callie Khouri
Bästa originalmanus

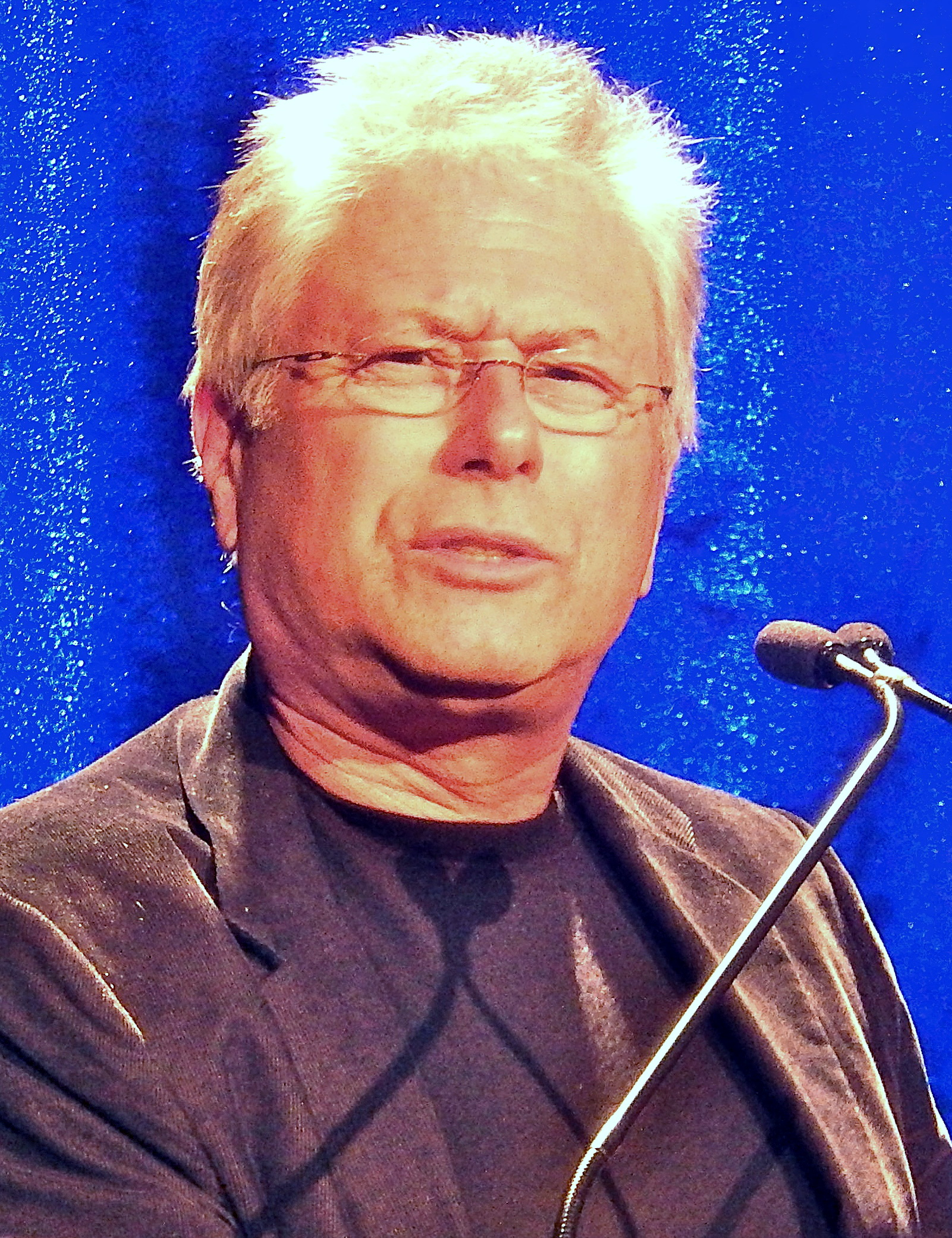
Alan Menken
Bästa filmmusik och Bästa sång

| - När lammen tystnar – Edward Saxon, Kenneth Utt och Ronald M. Bozman - Skönheten och odjuret – Don Hahn - Bugsy – Mark Johnson, Barry Levinson och Warren Beatty - JFK – A. Kitman Ho och Oliver Stone - Tidvattnets furste – Barbra Streisand och Andrew S. Karsch                                                                | - Jonathan Demme – När lammen tystnar - Barry Levinson – Bugsy - Ridley Scott – Thelma & Louise - John Singleton – Boyz n the Hood - Oliver Stone – JFK |
| Bästa manliga huvudroll | Bästa kvinnliga huvudroll |
| - Anthony Hopkins – När lammen tystnar - Warren Beatty – Bugsy - Robert De Niro – Cape Fear - Nick Nolte – Tidvattnets furste - Robin Williams – Fisher King | - Jodie Foster – När lammen tystnar - Geena Davis – Thelma & Louise - Laura Dern – Natten med Rose - Bette Midler – For the Boys - soldaternas sång - Susan Sarandon – Thelma & Louise |
| Bästa manliga biroll | Bästa kvinnliga biroll |
| - Jack Palance – City Slickers - jakten på det försvunna leendet - Tommy Lee Jones – JFK - Harvey Keitel – Bugsy - Ben Kingsley – Bugsy - Michael Lerner – Barton Fink | - Mercedes Ruehl – Fisher King - Diane Ladd – Natten med Rose - Juliette Lewis – Cape Fear - Kate Nelligan – Tidvattnets furste - Jessica Tandy – Stekta gröna tomater på Whistle Stop Café |
| Bästa originalmanus | Bästa manus efter förlaga |
| - Thelma & Louise – Callie Khouri - Boyz n the Hood – John Singleton - Bugsy – James Toback - Fisher King – Richard LaGravenese - Grand Canyon – Lawrence Kasdan och Meg Kasdan | - När lammen tystnar – Ted Tally - Europa Europa – Agnieszka Holland - Stekta gröna tomater på Whistle Stop Café – Fannie Flagg och Carol Sobieski (postum) - JFK – Oliver Stone och Zachary Sklar - Tidvattnets furste – Pat Conroy och Becky Johnston |
| Bästa icke-engelskspråkiga film | |
| - Jag älskar soldater (Italien) - Oxen (Sverige) - Älskade magister (Tjeckoslovakien) - Naturens barn (Island) - Den röda lyktan (Hongkong) | |
| Bästa dokumentär | Bästa kortfilmsdokumentär |
| - I stjärnornas skugga – Allie Light och Irving Saraf - Death on the Job – Vince DiPersio och Bill Guttentag - Doing Time: Life Inside the Big House – Alan Raymond och Susan Raymond - The Restless Conscience: Resistance to Hitler Within Germany 1933-1945 – Hava Kohav Beller - Wild by Law – Lawrence R. Hott och Diane Garey | - Deadly Deception: General Electric, Nuclear Weapons and Our Environment – Debra Chasnoff - Chasseurs des ténèbres – Eric Valli och Alain Majani d'Inguimbert - A Little Vicious – Immy Humes - The Mark of the Maker – David McGowan - Memorial: Letters from American Soldiers – Bill Couturié och Bernard Edelman |
| Bästa kortfilm | Bästa animerade kortfilm |
| - Session Man – Seth Winston och Robert N. Fried - Birch Street Gym – Stephen Kessler och T.R. Conroy - Last Breeze of Summer – David Massey | - Manipulation – Daniel Greaves - Blackfly – Christopher Hinton - Strings – Wendy Tilby |
| Bästa filmmusik | Bästa sång |
| - Skönheten och odjuret – Alan Menken - Bugsy – Ennio Morricone - Fisher King – George Fenton - JFK – John Williams - Tidvattnets furste – James Newton Howard | - "Beauty and the Beast" från Skönheten och odjuret – Musik av Alan Menken; Text av Howard Ashman (postum) - "Belle" från Skönheten och odjuret – Musik av Alan Menken; Text av Howard Ashman (postum) - "Be Our Guest" från Skönheten och odjuret – Musik av Alan Menken; Text av Howard Ashman (postum) - "(Everything I Do) I Do It for You" från Robin Hood: Prince of Thieves – Musik av Michael Kamen; Text av Bryan Adams och Robert John Lange - "When You're Alone" från Hook – Musik av John Williams; Text av Leslie Bricusse |
| Bästa ljudredigering | Bästa ljud |
| - Terminator 2 - Domedagen – Gary Rydstrom och Gloria S. Borders - Eldstorm – Gary Rydstrom och Richard Hymns - Star Trek VI – The Undiscovered Country – George Watters II och F. Hudson Miller | - Terminator 2 - Domedagen – Tom Johnson, Gary Rydstrom, Gary Summers och Lee Orloff - Eldstorm – Gary Summers, Randy Thom, Gary Rydstrom och Glenn Williams - Skönheten och odjuret – Terry Porter, Mel Metcalfe, David J. Hudson och Doc Kane - JFK – Michael Minkler, Gregg Landaker och Tod A. Maitland - När lammen tystnar – Tom Fleischman och Christopher Newman |
| Bästa scenografi | Bästa foto |
| - Bugsy – Dennis Gassner och Nancy Haigh - Barton Fink – Dennis Gassner och Nancy Haigh - Fisher King – Mel Bourne och Cindy Carr - Hook – Norman Garwood och Garrett Lewis - Tidvattnets furste – Paul Sylbert och Caryl Heller | - JFK – Robert Richardson - Bugsy – Allen Daviau - Tidvattnets furste – Stephen Goldblatt - Terminator 2 - Domedagen – Adam Greenberg - Thelma & Louise – Adrian Biddle |
| Bästa smink | Bästa kostym |
| - Terminator 2 - Domedagen – Stan Winston och Jeff Dawn - Hook – Christina Smith, Monty Westmore och Greg Cannom - Star Trek VI – The Undiscovered Country – Michael Mills, Ed French och Richard Snell | - Bugsy – Albert Wolsky - Familjen Addams – Ruth Myers - Barton Fink – Richard Hornung - Hook – Anthony Powell - Madame Bovary – Corinne Jorry |
| Bästa klippning | Bästa specialeffekter |
| - JFK – Joe Hutshing och Pietro Scalia - The Commitments – Gerry Hambling - När lammen tystnar – Craig McKay - Terminator 2 - Domedagen – Conrad Buff IV, Mark Goldblatt och Richard A. Harris - Thelma & Louise – Thom Noble | - Terminator 2 - Domedagen – Dennis Muren, Stan Winston, Gene Warren Jr. och Robert Skotak - Eldstorm – Mikael Salomon, Allen Hall, Clay Pinney och Scott Farrar - Hook – Eric Brevig, Harley Jessup, Mark Sullivan och Michael Lantieri |

### Heders-Oscar
- Satyajit Ray

### Irving G. Thalberg Memorial Award
- George Lucas[1]

### Filmer med flera nomineringar
- 10 nomineringar: Bugsy
- 8 nomineringar: JFK
- 7 nomineringar: När lammen tystnar och Tidvattnets furste
- 6 nomineringar: Skönheten och odjuret, Terminator 2 - Domedagen och Thelma & Louise
- 5 nomineringar: Fisher King och Hook
- 3 nomineringar: Barton Fink och Eldstorm
- 2 nomineringar: Boyz n the Hood, Cape Fear, Natten med Rose, Star Trek VI – The Undiscovered Country och Stekta gröna tomater på Whistle Stop Café

### Filmer med flera vinster
- 5 vinster: När lammen tystnar
- 4 vinster: Terminator 2 - Domedagen
- 2 vinster: Bugsy, JFK och Skönheten och odjuret